# Copaifera
Copaifera ist eine Pflanzengattung in der Unterfamilie der Johannisbrotgewächse (Caesalpinioideae) innerhalb der Familie der Hülsenfrüchtler (Fabaceae). Ihre ursprüngliche Heimat ist die Neotropis und Afrika. Einige Arten werden in frostfreien Gebieten als Zier- oder Nutzpflanzen angebaut. Einige Arten sind durch Abholzung gefährdet.

## Beschreibung

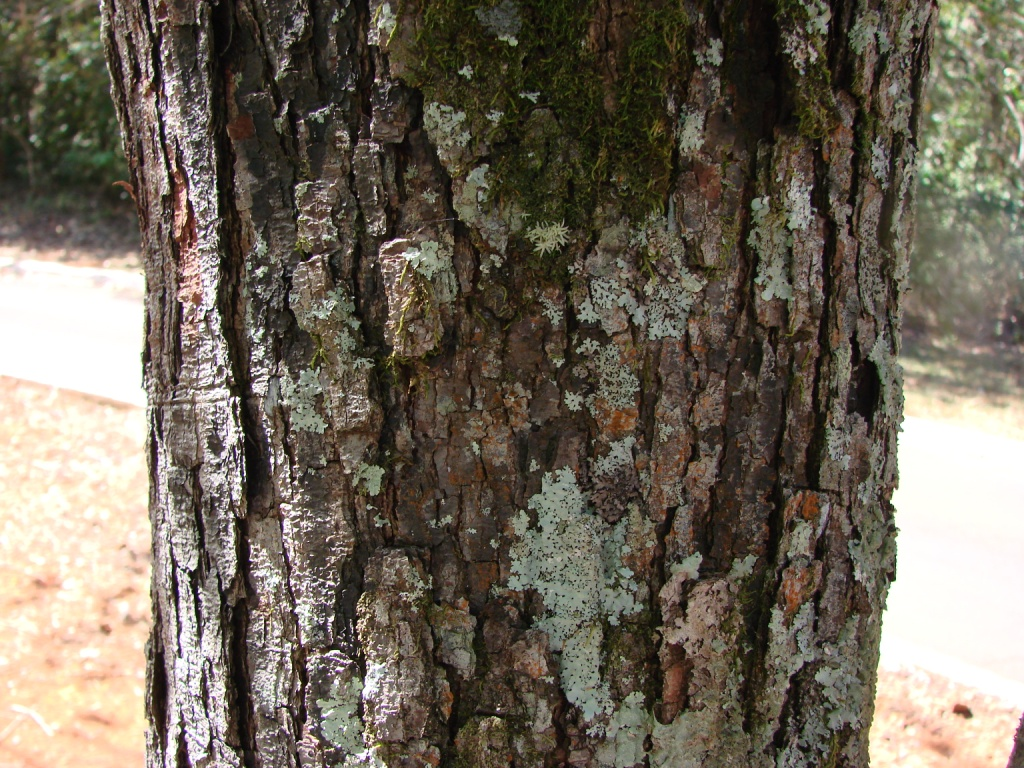
Borke von Copaifera langsdorffii

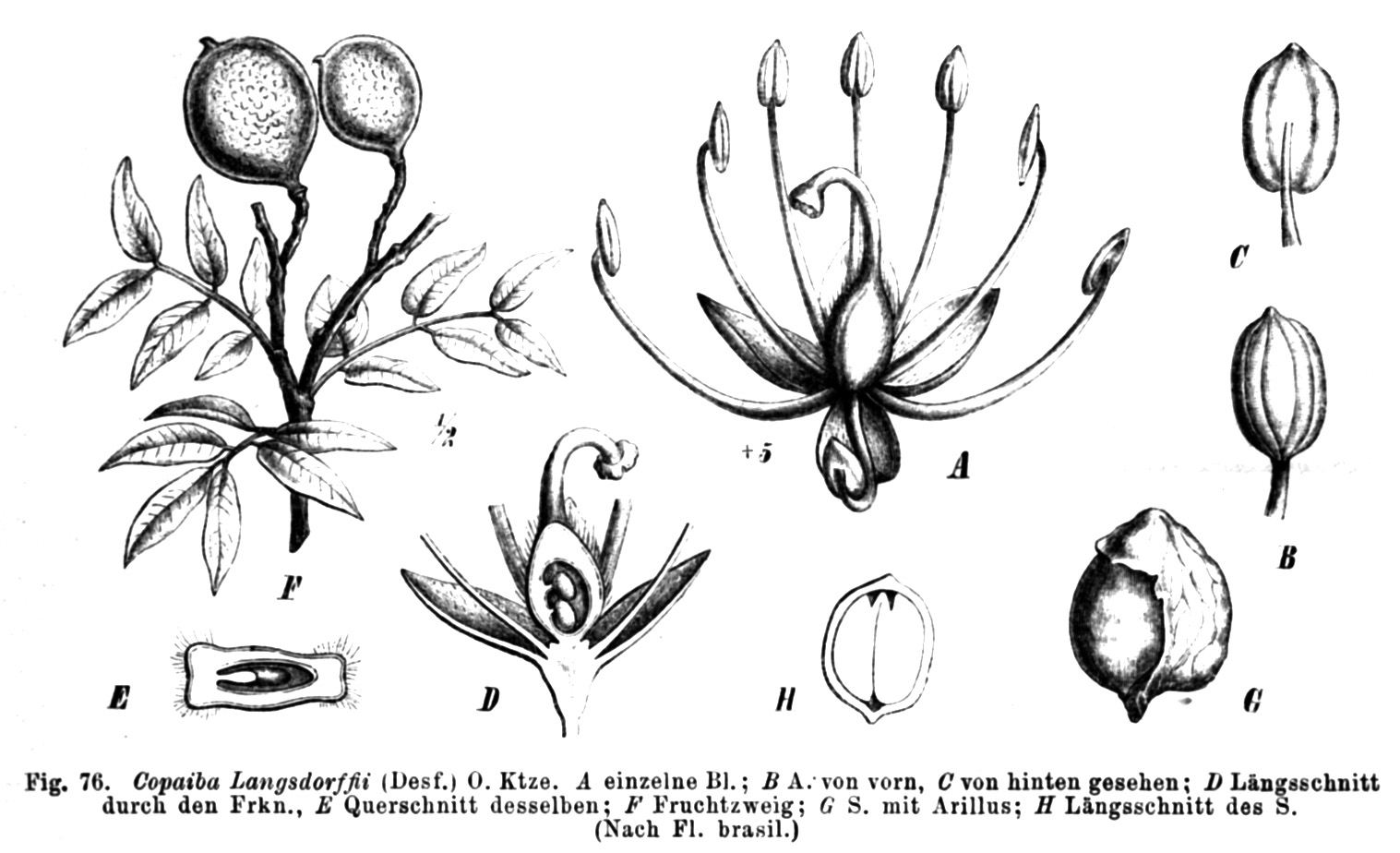
Illustration von Copaifera langsdorffii

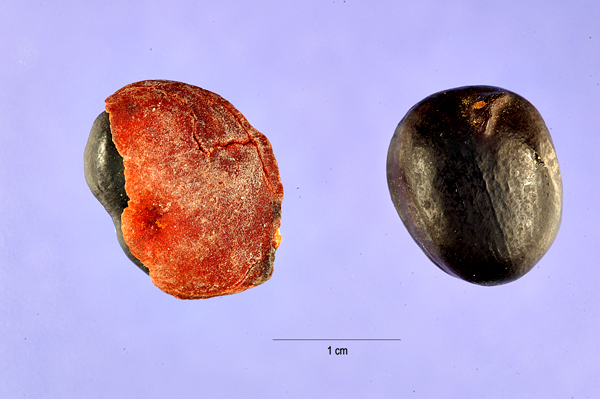
Samen von Copaifera langsdorffii, links mit und rechts ohne Arillus

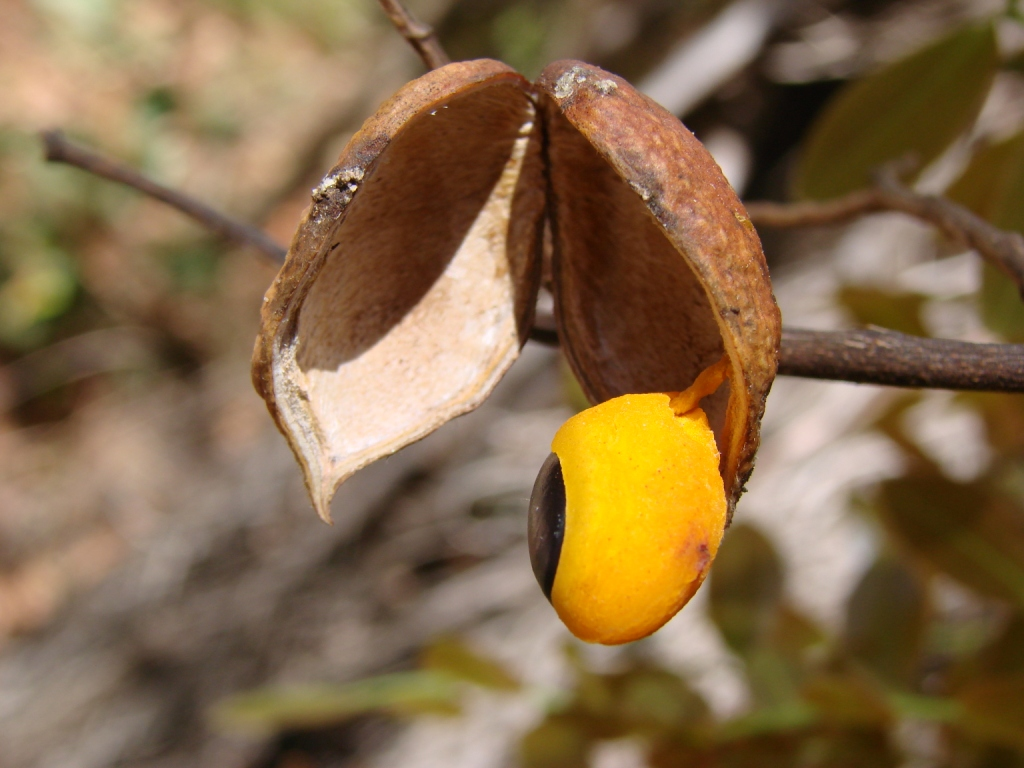
Frucht von Copaifera langsdorffii

### Vegetative Merkmale
Copaifera-Arten wachsen als Bäume oder Sträucher. Häufig sind einfache, unverzweigte Haare (Trichome) vorhanden.
Die Laubblätter sind wechselständig und zweizeilig oder spiralig an den Zweigen angeordnet (Phyllotaxis). Die zusammengesetzten Laubblätter sind paarig oder unpaarig gefiedert mit wenigen oder vielen Fiederblättchen. Die wechselständig bis gegenständig an der Rhachis angeordneten Fiederblättchen besitzen jeweils einen starken, durchgehenden Seitennerv und ihr Stiel kann deutlich gedreht sein. Es sind häufig Sekretionshöhlen in den Blättern und prismische Epidermalkristalle vorhanden. Die Stomata sind paracytisch. Es sind höchstens sehr unauffällige oder früh abfallende Nebenblätter vorhanden.

### Generative Merkmale
Die Blüten sind meist zweizeilig in verzweigten oder einfachen traubigen oder rispigen Blütenständen angeordnet. Die zwittrigen, nur schwach zygomorphen Blüten sind nicht fünfzählig und weisen nicht die typische Form der Schmetterlingsblüte auf, also anders als bei den meisten Taxa der Familie. Die Trag- und Deckblätter sind beim Öffnen der Blüten schon nicht mehr vorhanden. Die kleinen, freien Deckblätter umhüllen die Blütenknospen nicht. Es sind vier grüne bis gelbe oder weiße, kronblattartige, höchstens an ihrer Basis verwachsene Kelchblätter vorhanden, die die anderen Teile der Blüte im knospigen Stadium umhüllen. Nur selten sind ein bis vier stark reduzierte Kronblätter vorhanden. Der Diskus ist auffällig. Es sind meist zehn, selten weniger als zehn oder bis zu dreizehn Staubblätter vorhanden. Alle Staubblätter sind fertil und sie können alle gleich oder deutlich verschieden lang sein. Das einzige Fruchtblatt enthält wenige Samenanlagen. Der Fruchtknoten ist oberständig.
Es werden oft einsamige Hülsenfrüchte gebildet. Die Samen haben manchmal einen Arillus.
Die Basischromosomenzahl beträgt n = 12; 2n = 24.

## Systematik und Verbreitung

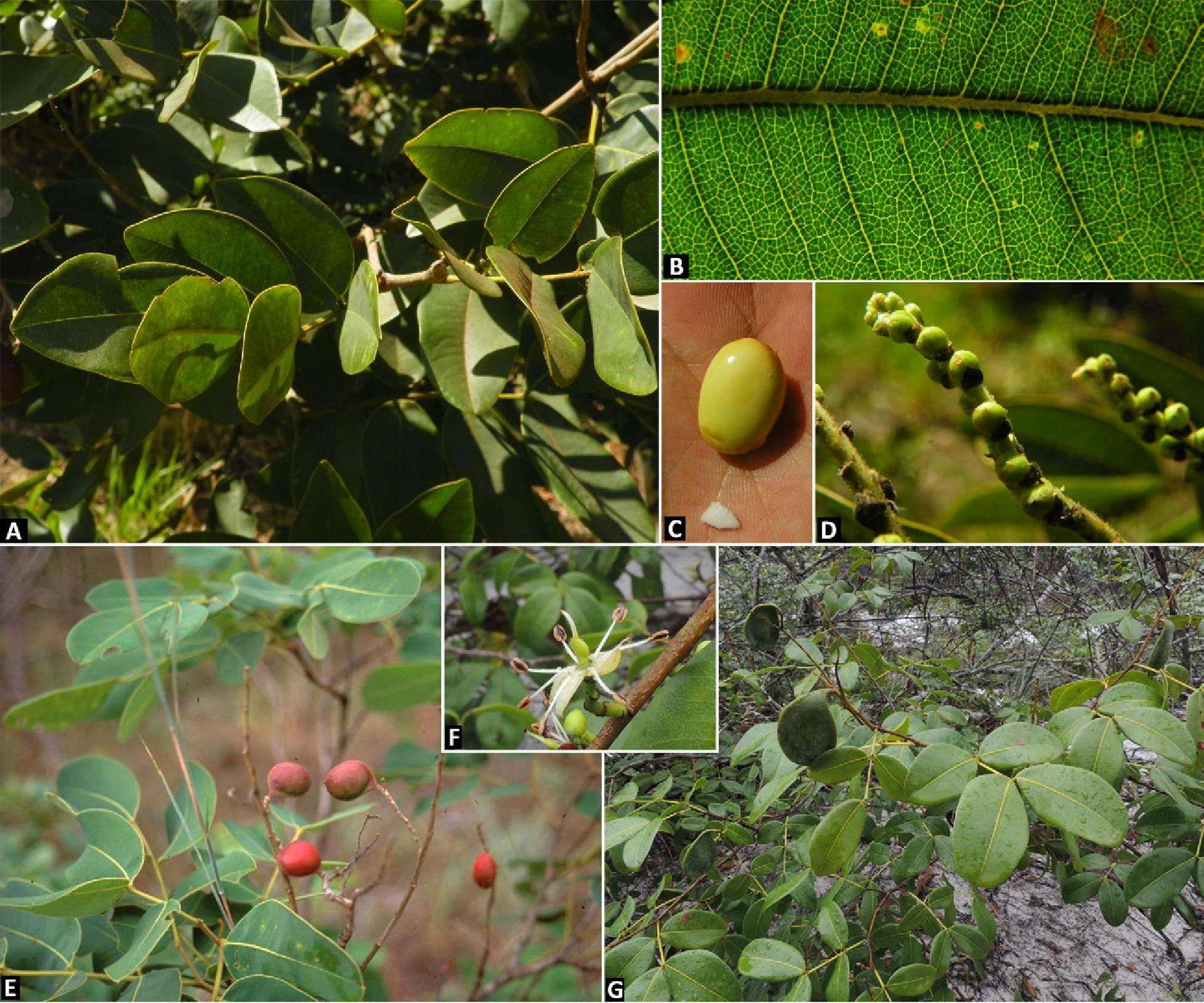
Copaifera malmei (A bis E, oben und links unten) und Copaifera marginata (F,G, unten Mitte und unten rechts)

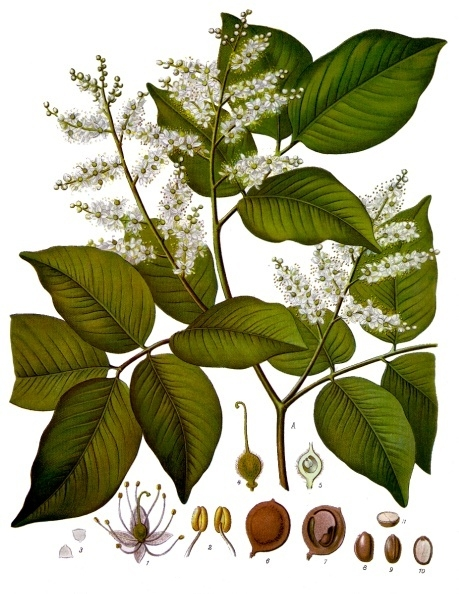
Illustration von Copaifera officinalis

Sie sind ursprünglich in der Neotropis und im tropischen und südlichen Afrika beheimatet. Heute werden einzelne Arten in vielen Gebieten der Welt angepflanzt. Die häufig angepflanzten Arten stehen nicht in der Cites-Liste, sind also nicht geschützt. Einige andere Arten sind bedroht.
Die Gattung Copaifera gehört zur Tribus Detarieae in der Unterfamilie der Johannisbrotgewächse (Caesalpinioideae) innerhalb der Familie der Hülsenfrüchtler (Fabaceae).
Der gültige botanische Gattungsname Copaifera wurde 1762 von Carl von Linné in Species Plantarum, Editio Secunda, 1, 557 veröffentlicht. Synonyme für Copaifera L. sind: Copaiba Mill. und Copaiva Jacq.; der gültige Name Copaifera L. wurde in Vienna ICBN Art. 14.4 & App. III vor den älteren, heute synonymen, Namen festgelegt. Typusart ist Copaifera officinalis (Jacq.) L., die Nikolaus Joseph von Jacquin bereits 1760 als Copaiva officinalis in Enumeratio systematica plantarum, 21 veröffentlicht hatte, von der aber Willem Piso und Georg Marggraf schon 1648 in Historia Naturalis Brasiliae eine Illustration und Beschreibung veröffentlicht hatten.
Es gibt 25 bis 43 Copaifera-Arten:
- Copaifera aromatica Dwyer
- Copaifera baumiana Harms
- Copaifera bracteata Benth.
- Copaifera brasiliensis Dwyer
- Copaifera bulbotricha Rizz. & Heringer
- Copaifera canime Harms
- Copaifera cearensis Ducke
- Copaifera chodatiana (Hassler) J.Leonard
- Copaifera coriacea Martius
- Copaifera depilis Dwyer
- Copaifera duckei Dwyer
- Copaifera elliptica Martius
- Copaifera epunctata Amshoff
- Copaifera glycycarpa Ducke
- Copaifera guyanensis Desf.: Sie kommt in Guayana, Suriname, in Französisch-Guayana und im nördlichen Brasilien vor.[3]
- Copaifera gynohirsuta Dwyer
- Copaifera jacquiniana G.Don
- Copaifera jacquinii Desf.
- Copaifera jussieui Hayne
- Copaifera laevis Dwyer
- Copaifera langsdorffii Desf.: Sie kommt in Guayana, Brasilien, Argentinien, Bolivien und Paraguay vor.[3]
- Copaifera lucens Dwyer: Sie kommt in Brasilien vor.[3]
- Copaifera luetzelburgii Harms
- Copaifera magnifolia Dwyer
- Copaifera majorina Dwyer
- Copaifera malmei Harms
- Copaifera marginata Benth.
- Copaifera martii Hayne: Sie kommt in Brasilien vor.[3]
- Copaifera mildbraedii Harms
- Copaifera multijuga Hayne: Sie kommt in Brasilien vor.[3]
- Copaifera nana Rizz.
- Copaifera oblongifolia Martius
- Copaifera officinalis (Jacq.) L.: Sie kommt in Venezuela und vielleicht auch in Guayana vor.[3]
- Copaifera panamensis (Britton & Rose) Standley
- Copaifera paupera (Herzog) Dwyer
- Copaifera piresii Ducke
- Copaifera pubiflora Benth.
- Copaifera religiosa J.Leonard: Sie kommt in Kamerun, Gabun und in Äquatorial-Guinea vor.[3]
- Copaifera reticulata Ducke: Sie kommt in Suriname, Brasilien und Bolivien vor.[3]
- Copaifera rondonii Hoehne
- Copaifera salikounda Heckel: Sie kommt in Ghana, Guinea, Sierra Leone und in der Elfenbeinküste vor.[3]
- Copaifera trapezifolia Hayne: Sie kommt in Brasilien vor.[3]
- Copaifera utilissima J.Saldanha
- Copaifera venezuelana Harms & Pittier

Bei manchen Autoren wird die asiatische Art Pseudosindora palustris Sym. auch hier eingeordnet, doch meist bildet sie als einzige Art die Gattung Pseudosindora Sym.

## Nutzung

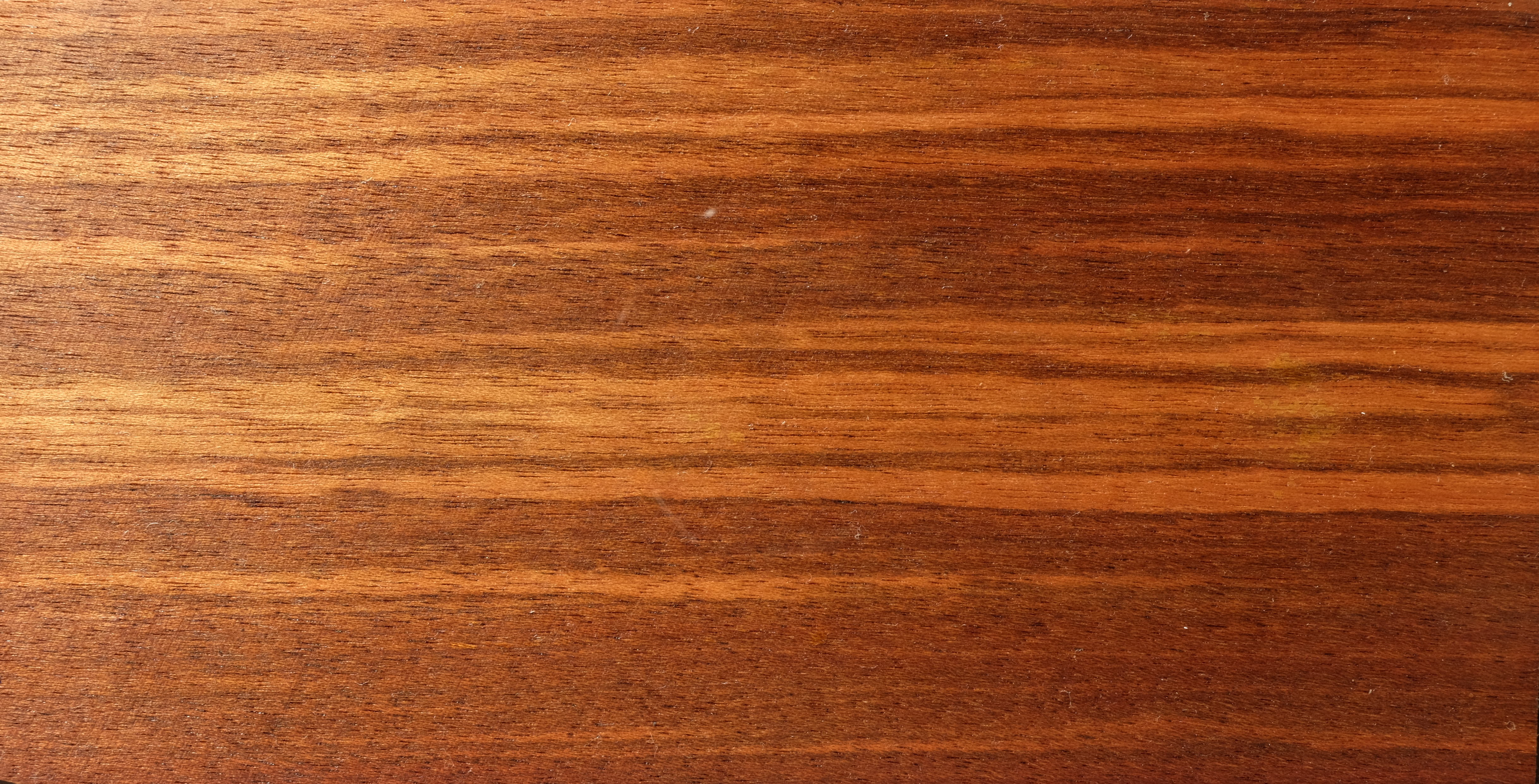
Copaiba Holz

Copaifera langsdorfii wird vielseitig verwendet. Das leichte Holz wird meist verfeuert.
Aus dem Holz kann Öl gewonnen werden, das ein Gemisch von Terpenen ist und Ausgangsstoff für Biodiesel sein kann.
Copaiba-Öl, Kopaivabalsam wird von verschiedenen Copaifera-Arten gewonnen, vor allem von folgenden Arten: Copaifera multijuga, Copaifera langsdorffii sowie Copaifera officinalis, Copaifera brasiliensis (Syn.: Copaive balsamum), Copaifera guyanensis, Copaifera reticulata, Copaifera coriacea. Der Balsam aus dem Copaiba Baum wird abgezapft und getrocknet oder mit Wasserdampf destilliert. Es gibt zwei Typen: „Para“ aus Brasilien, der dünn und klar ist und „Maracaibo“ von den Antillen und angrenzenden Gebieten auf dem Festland, der dick und goldgelb ist. Er wird in der Volksmedizin genutzt. Pharmazeutische Untersuchungen wurden durchgeführt.